# Krampetvillingerne
Krampetvillingerne (originaltitel: The Cramp Twins) er en britisk animeret TV-serie skabt af Brian Wood, som begyndte  i 2002. Den handler om to tvillingebrødre som sjældent kommer overens med hinanden og derfor konstant skændes, som blev sendt på Cartoon Network fra 2001 til 2006.

## Handling
De bor i den fiktive by kaldet ’’Sæby’’ (Soap City). Deres forældre har også forskellige interesser, mor gør rent og have det smukt mens far er mest interesseret i cowboys og den vilde vest.

## Danske Stemmer
- Fru Krampe – Vibeke Dueholm
- Wayne Krampe – Søren Ulrichs
- Hr. Krampe – Thomas Mørk
- Tony, Div Roller – Lasse Lunderskov
- Lucien Krampe – Zacharias Grassme
- Louise Engell
- Peter Røschke
- Sara Poulsen
- Thomas Mørk
- Vibeke Dueholm

| Fjernsyn | Spire Denne artikel om et tv-program er en spire som bør udbygges. Du er velkommen til at hjælpe Wikipedia ved at udvide den. |